# Stuniken-Haus

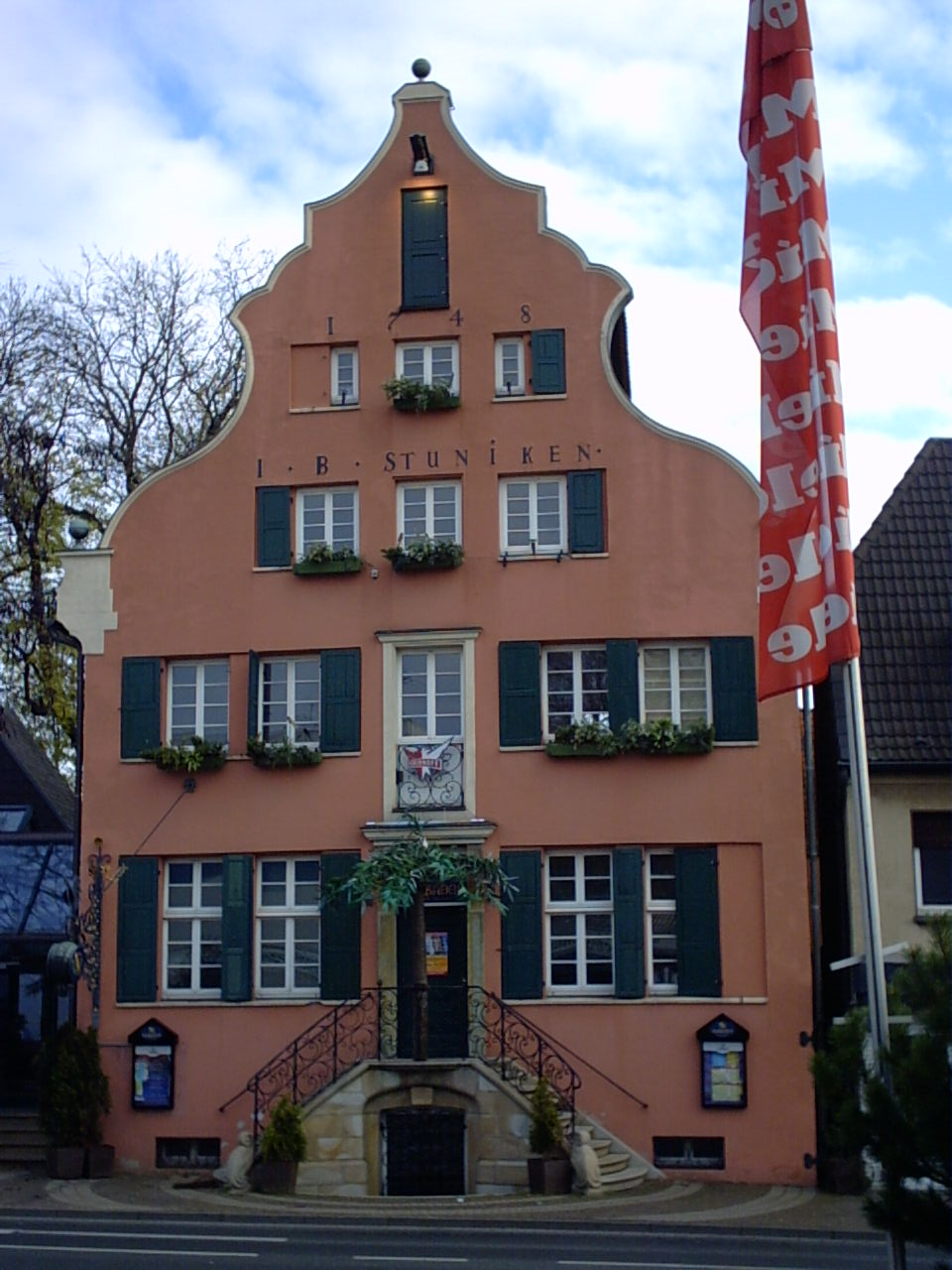
Stuniken-Haus in Hamm

Das Stuniken-Haus in Hamm, einer westfälischen Stadt im Nordwesten des Regierungsbezirks Arnsberg am Ostrand des Ruhrgebiets, wurde 1748 im barocken Stil errichtet. Das Haus an der Antonistraße 10 ist seit 1986 ein geschütztes Baudenkmal.

## Geschichte
Das giebelständige Haus mit Freitreppe wurde vom städtischen Oberbrandmeister Johann Bernhard Stuniken (1702–1784) nach dem Vorbild norddeutscher Kaufmannshäuser errichtet. Im Jahr 1977 verkaufte der letzte Besitzer das Haus an die Stadt Hamm, die das Gebäude von 1978 bis 1981 grundlegend restaurierte. Die Stadt Hamm wiederum verkaufte das Haus 1984 an die Immobiliengesellschaft Cremer. Seit Anfang 2011 ist das Haus im Besitz des Hammer Bürgers Heinz Harling. Seither wurde das Haus im Innen- und Außenbereich einer grundlegenden und dem Denkmalschutz Rechnung tragenden Renovierung unterzogen und ein nach westfälischem Vorbild angelegter Garten mit einer ebenfalls historischen Brunnenanlage ergänzt.

## Architektur
Das Bürgerhaus wurde nicht wie damals üblich in Fachwerkbauweise, sondern komplett aus Stein erbaut. Die  Baugestaltung entstand wahrscheinlich durch die geschäftlichen Beziehungen des Bauherrn mit Amsterdam. Als Vorbild dienten die Grachtenhäuser dieser Stadt. Das obere Stockwerk besitzt eine umlaufende Fensterfront. Das Haus wurde auf einem Kreuzgewölbekeller eines Vorgängerbaus errichtet.

## Stuniken-Club
Am 1. Dezember 2011 wurde im Stuniken-Haus der Stuniken-Club eröffnet. Die Räume wurden für private, gesellschaftliche und geschäftliche Feiern und Veranstaltungen genutzt. Seit dem 1. Juni 2017 ist das Stunikenhaus wieder ein öffentliches Restaurant. Es wird vom Ehepaar Tanja und Daniel Voss betrieben.